# Mautern an der Donau
Mautern an der Donau osztrák város Alsó-Ausztria Kremsvidéki járásában. 2025 januárjában 3375 lakosa volt. 

## Elhelyezkedése

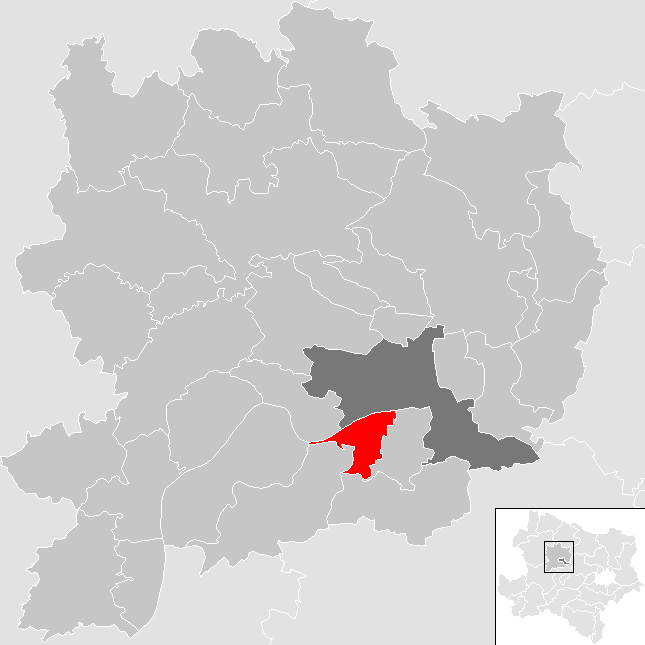
Mautern an der Donau a Kremsvidéki járásban

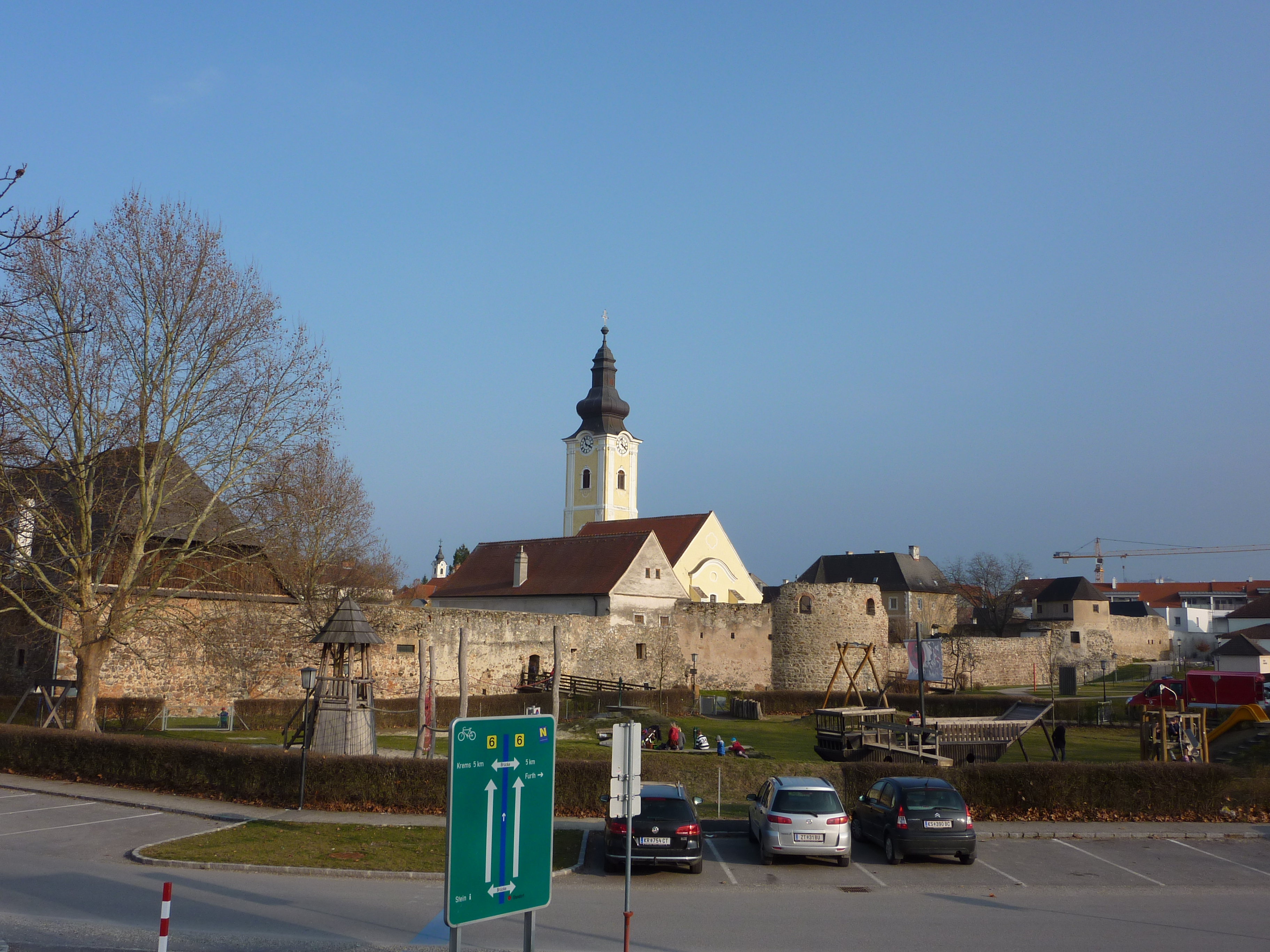
Mautern városfalai (háttérben a Szt. István-templom)

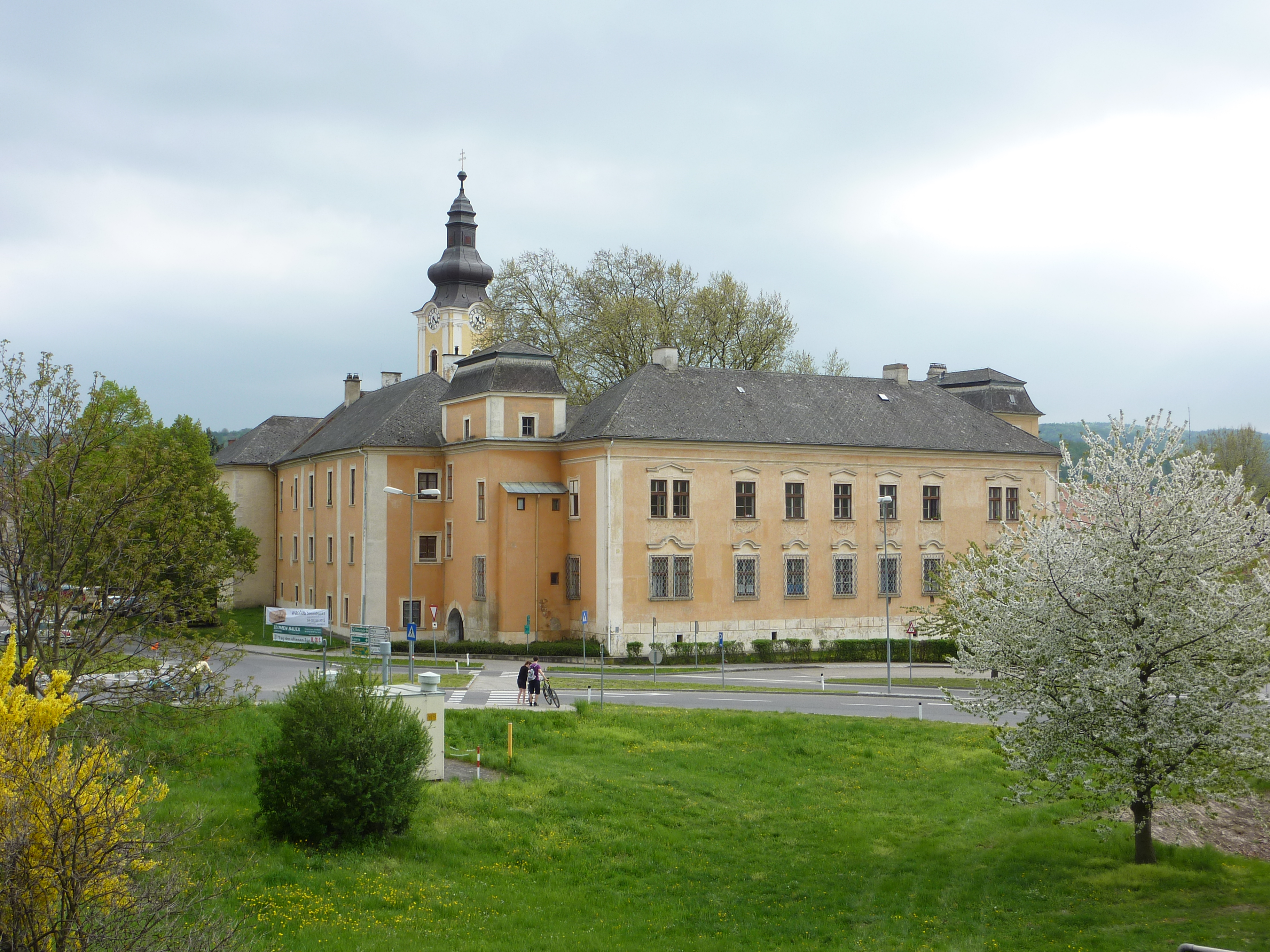
A mauterni kastély

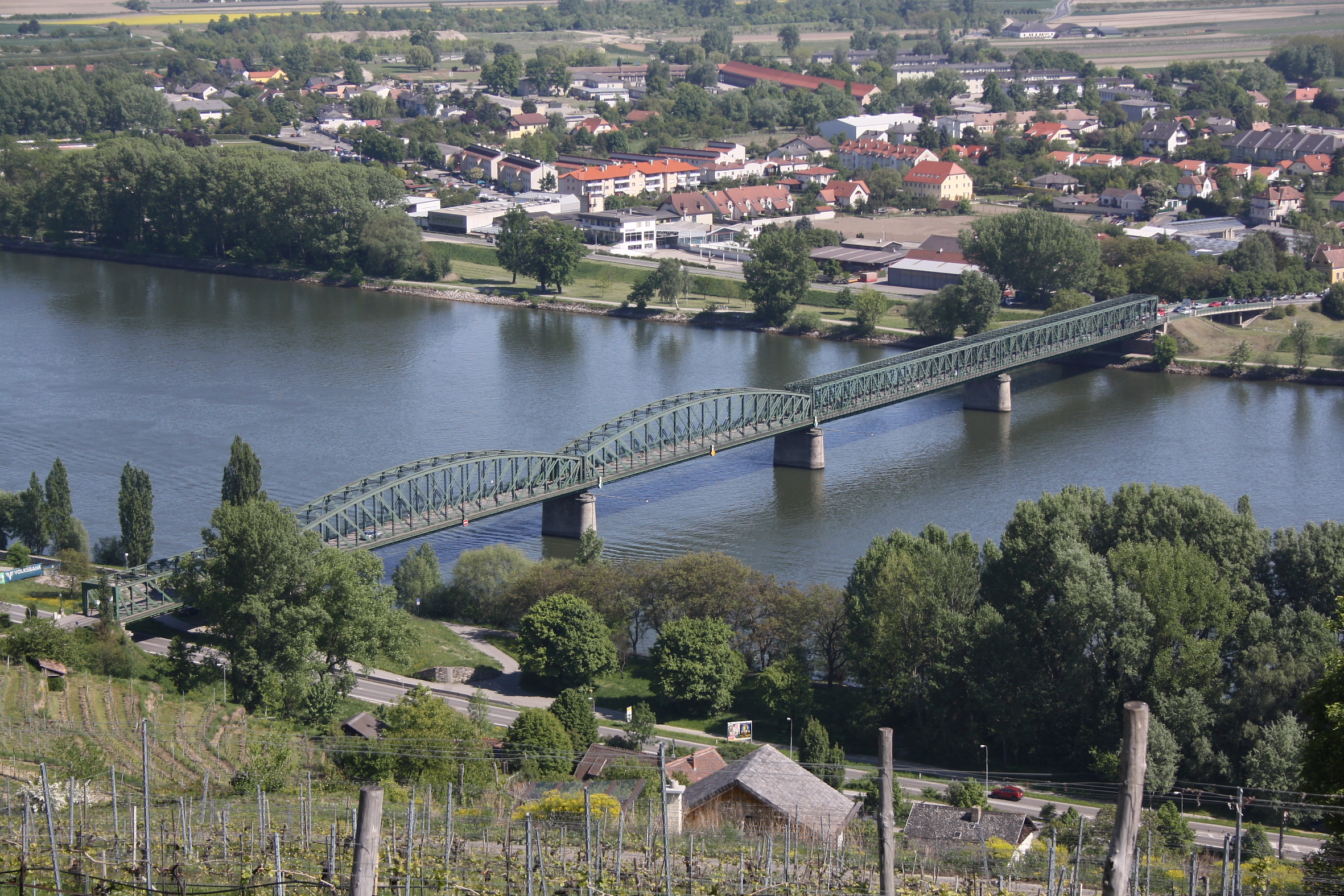
A Duna-híd

Mautern an der Donau a tartomány Mostviertel régiójában fekszik, a Duna jobb partján. Területének 12,5%-a erdő, 23,6% szőlő, 25,2% áll egyéb mezőgazdasági művelés alatt. Az önkormányzat 4 települést egyesít: Baumgarten (171 lakos 2025-ben), Hundsheim (200), Mautern an der Donau (2763) és Mauternbach (241). 
A környező önkormányzatok: északra Krems an der Donau, keletre Furth bei Göttweig, délre Paudorf, délnyugatra Bergern im Dunkelsteinerwald, nyugatra Rossatz-Arnsdorf, északnyugatra Dürnstein.

## Története
Mautern területén helyezkedett el az i. sz. 1. században alapított Favianis római erődje, amely a dunai limest védte. Az erődben a Legio II Italica és a Legio I Noricorum is állomásozott. A mellette fekvő városban élt az 5. században Szt. Szeverin, aki kolostort is alapított. A város a későbbiekben is fontos kereskedelmi központ és vámszedőhely maradt
Mautern nevét (Mutarun formában) egy 903-906-as vámrendeletben említik először. A 10. században a passaui püspökség kapta meg és a birtokában is maradt, míg 1710-ben a Schönborn grófokhoz nem került. Az itteni püspöki székhely a vár volt, amelyet a 16. század közepén Wolfgang von Salm idején nagyrészt átépítettek. Altmann püspök 1083-ban az általa alapított göttweigi apátságnak mauterni birtokokat is adományozott, rá bízta az 1050 körül alapított Szt. István-templomot is. Göttweig mellett a passaui Szt. Nikola-kolostor is kapott Altmann püspöktől mauterni birtokot, később itt építették fel a Nikolaihofot. 1277-ben Mautern városa megkapta a pallosjogot, egy évvel később pedig engedélyezték hogy városfalat építsen. A fal nagyrészt a római erődítmények nyomvonalát követte, csak a templomnál és a várnál nyúlt túl azokon. 1467-ben III. Frigyes császár a passaui püspök kérésére címert adományozott a városnak. A harmincéves háborúban a svédek elfoglalták a szomszédos Kremset, de Mauternt megvédték a császári csapatok.
A mauterni Duna-átkelő és vámszedőhelye régóta óta jelentős jövedelmet biztosított a városnak, 1463-ban pedig III. Frigyes császár engedélyezte állandó fahíd építését Mautern és Krems között. A híd többször megrongálódott árvizek és háborúk során, stratégiai okokból többször részben lebontották vagy felgyújtották. 1895-ben a régi hídtól nem messze egy vashidat építettek, amely 1945 májusában a visszavonuló németek felrobbantottak, de még ugyanabban az évben újjáépítették. Az új Duna-hidat 1974-ben adták át. 
1849-ben létrehozták a mauterni járásbíróságot, amely 1924-ben beolvadt a kremsi járásbíróság szervezetébe. AZ 1938-as Anschlusst követően Mauternt Kremshez csatolták; önállóságát 1948-ban nyerte vissza. 1970-ben Baumgarten, 1972-ben pedig Mauternbach község csatlakozott Mautern an der Donau önkormányzatához 

## Lakosság
A Mautern an der Donau-i önkormányzat területén 2025 januárjában 1309 fő élt. Lakosságszáma 1939 óta gyarapodó tendenciát mutat. 2023-ban az ittlakók 91,9%-a volt osztrák állampolgár; a külföldiek közül 2% a régi (2004 előtti), 3,3% az új EU-tagállamokból érkezett. 1,4% a volt Jugoszlávia (Horvátország és Szlovénia kivételével) vagy Törökország; 1,5% egyéb ország polgára volt. 2001-ben a lakosok 83,9%-a római katolikusnak, 2,8% evangélikusnak, 0,2% ortodoxnak, 1,9% mohamedánnak, 8,9% pedig felekezeten kívülinek vallotta magát. Ugyanekkor 8 magyar élt a városban; a legnagyobb nemzetiségi csoportokat a német anyanyelvűeken (96,1%) kívül a bosnyákok alkották 0,5%-kal.  
A népesség változása:
| Lakosok száma | 3588 | 3567 | 3418 |
|               | 2016 | 2018 | 2023 |

## Látnivalók

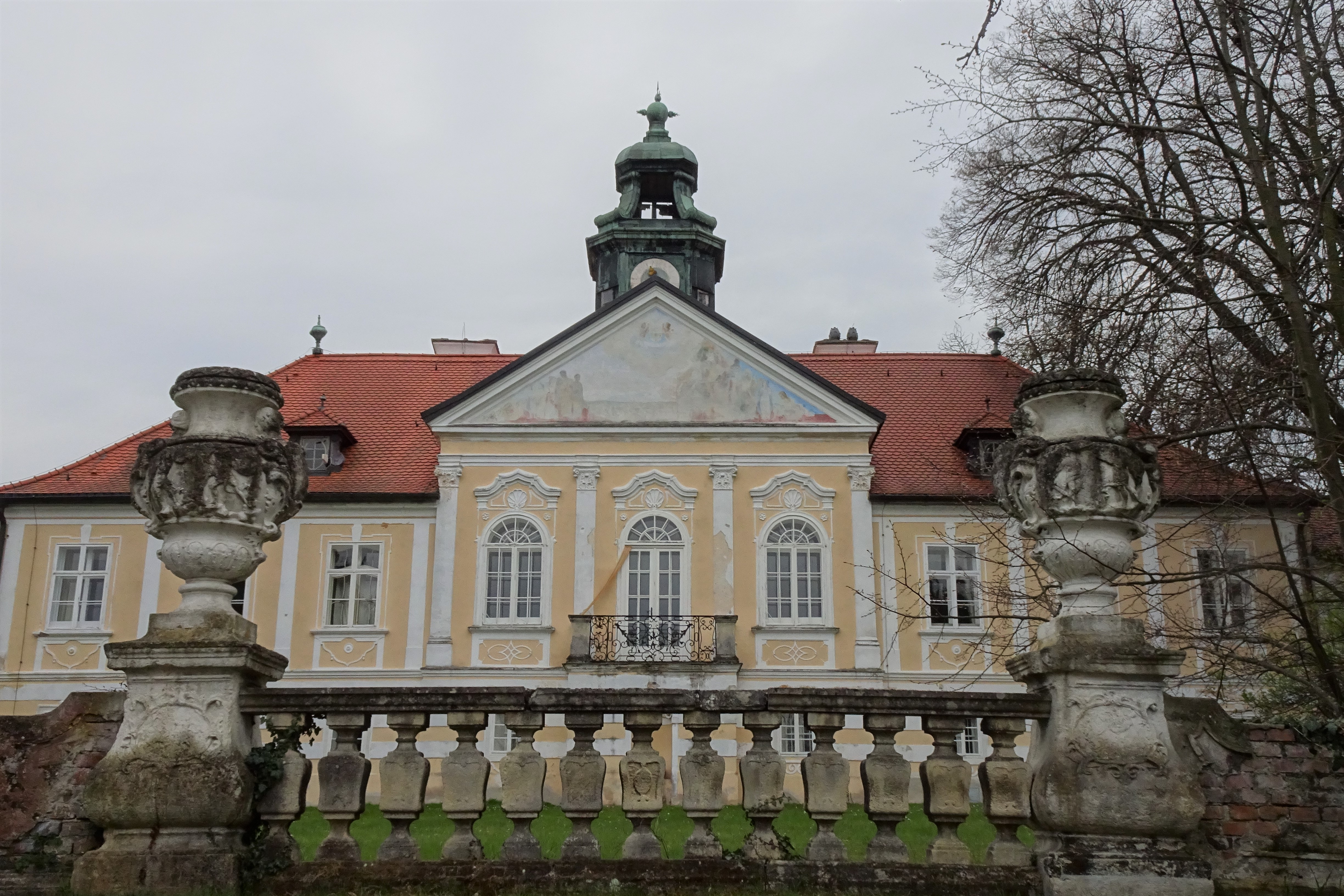
A baumgarteni kastély

- a mauterni kastély
- a baumgarteni kastély
- a Szt. István-plébániatemplom
- Favianis romjai
- a Favianis-St. Severin múzeum

## Híres mauterniak
- Anton Joseph Kerner (1831–1898) botanikus

## Testvértelepülések
- Mautern in Steiermark (Ausztria)